# Gibraltar Chess Festival

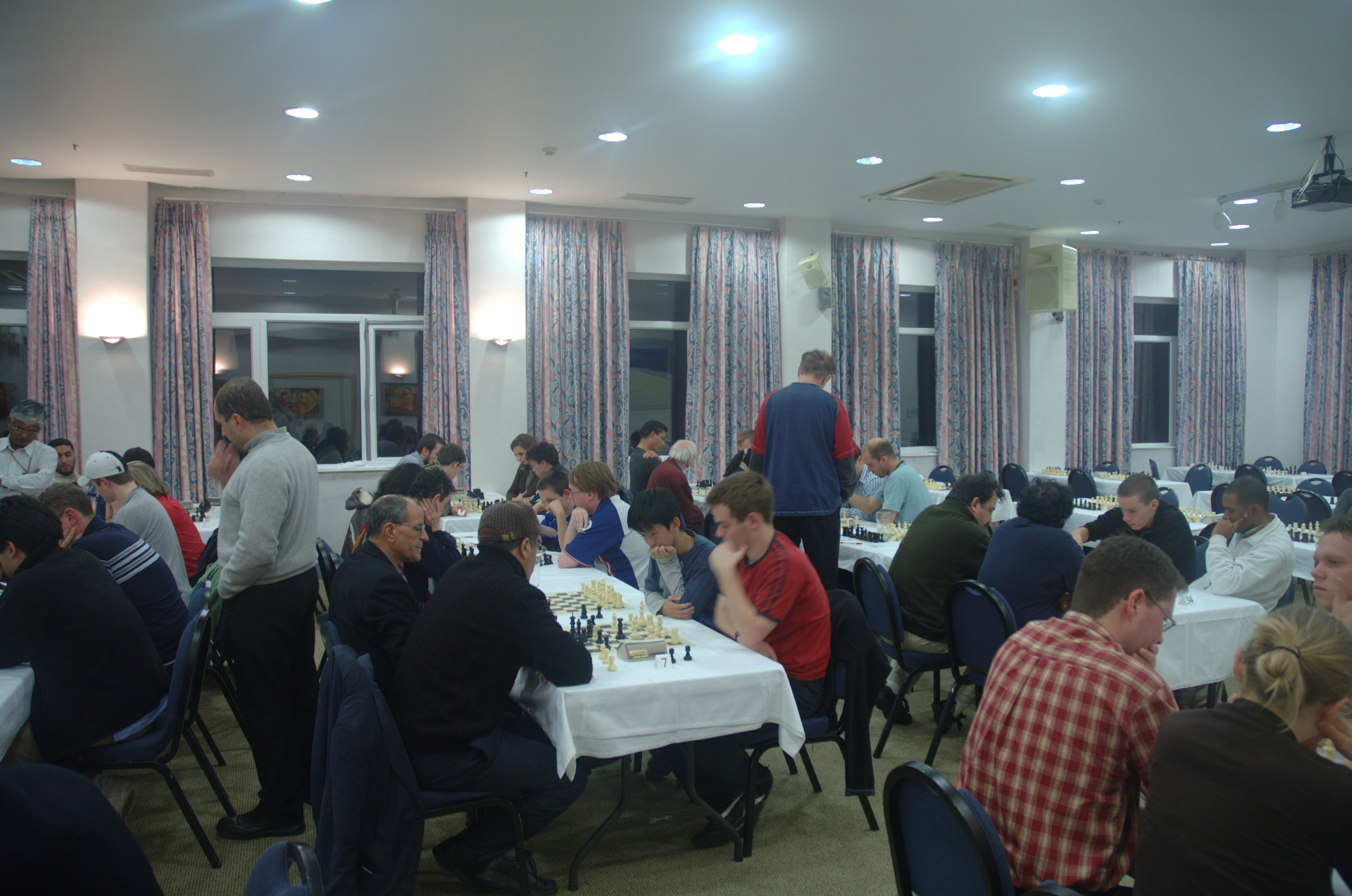
Doprovodný turnaj dvojic v bleskovém šachu na festivalu Gibraltar Chess Congress v roce 2007

Tradewise Gibraltar Chess Festival (do roku 2011 Gibraltar Chess Congress) je šachový festival pořádaný v hotelu Caleta na Gibraltaru, sponzorovaný firmou Gibtelecom. Vznikl v roce 2003.

## Seznam vítězů
- 2003 – Nigel Short (Anglie) a Vasilios Kotronias (Řecko)
- 2004 – Short (2)
- 2005 – Alexej Širov (Španělsko), Emil Sutovskij (Izrael), Levon Aronjan (Arménie), Kirill Georgiev (Bulharsko) a Zachar Jefimenko (Ukrajina)
- 2006 – Georgiev (2)
- 2007 – Vladimir Akopjan (Arménie)[1]
- 2008 – Hikaru Nakamura (USA)[2]
- 2009 – Pjotr Svidler (Rusko)[3]
- 2010 – Michael Adams (Anglie)[4]
- 2011 – Vasilij Ivančuk (Ukrajina)[5]
- 2012 – Short (3)[6]
- 2013 – Nikita Viťugov (Rusko)
- 2014 – Ivan Čeparinov (Bulharsko)
- 2015 – Hikaru Nakamura
- 2016 – Hikaru Nakamura
- 2017 – Hikaru Nakamura